# 聽見幸福
《聽見幸福》，官方英文名Someone Like You，原劇名為《天亮說愛你》，是2015年三立華人電視劇週日十點檔系列的第三十四部作品。由王傳一、任容萱、雷瑟琳、邵翔、威廉領銜主演。於2014年12月21日開鏡，2015年5月19日全劇殺青。台視於2015年1月11日晚上10點首播，台視於5月24日播出最終回，全劇共20集。三立都會台於1月17日晚上10點播出。接檔《再說一次我願意》。劇末播出幕後花絮《聽見幸福週記》播放漏網鏡頭。

## 播出時間

### 首播
| 頻道                  | 所在地              | 播映日期      | 播出時間                   |
| --------------------- | ------------------- | ------------- | -------------------------- |
| 台視主頻              | 臺灣                | 2015年1月11日 | 每週日 22:00 - 23:30       |
| 三立都會台            | 臺灣                | 2015年1月17日 | 每週六 22:00 - 23:30       |
| 龍華偶像台            | 臺灣                | 2015年6月26日 | 每週一至週五 21:00 - 22:55 |
| 三立國際台            | 臺灣                | 2019年6月8日  | 每周六 22:00-00:00         |
| viki                  | 歐洲 · 美洲 · 印度  | 2015年1月11日 | 每週日 24:00 上架          |
| Astro雙星 Astro雙星HD | 马来西亚            | 2015年6月21日 | 每週日至週四 16:00 - 17:00 |
| 星和都會台            | 新加坡              | 2015年7月3日  | 每週五 22:00 - 23:30       |
| Home Drama            | 日本                | 2015年7月14日 | 每週二 01:15 - 02:15       |
| 華語劇台              | 香港                | 2016年3月6日  | 每週日 13:00 - 14:30       |
| 拉瑙頻道26台          | 泰國                | 2016年6月1日  | 每週一至週五 08:30         |
| dimsum                | 马来西亚 · 新加坡 · | 2020年6月     | 全集上架                   |

### 重播
| 頻道                   | 所在地   | 播映日期                    | 播出時間                                  |
| ---------------------- | -------- | --------------------------- | ----------------------------------------- |
| 台視主頻               | 臺灣     | 2015年1月18日               | 每週日 13:00 - 14:30                      |
| 台視主頻               | 臺灣     | 2015年1月30日               | 每週五 23:45 - 01:15                      |
| 三立都會台             | 臺灣     | 2015年1月18日               | 每週日 03:00 - 04:30                      |
| 三立都會台             | 臺灣     | 2015年1月24日               | 每週六 15:00 - 16:30                      |
| 三立都會台             | 臺灣     | 2017年1月6日 （至2月24日）  | 每週五 22:00 - 24:00                      |
| 三立都會台             | 臺灣     | 2017年1月7日 （至2月25日）  | 每週六 03:00 - 05:00                      |
| 三立都會台             | 臺灣     | 2017年1月7日 （至4月30日）  | 每週六至週日 19:00 - 20:00                |
| 三立都會台             | 臺灣     | 2017年1月13日 （至3月3日）  | 每週五 17:00 - 19:00                      |
| 龍華偶像台             | 臺灣     | 2015年6月27日               | 每週二至週六 01:00 - 02:55                |
| 龍華偶像台             | 臺灣     | 2015年6月29日               | 每週一至週五 05:00 - 07:00                |
| 龍華偶像台             | 臺灣     | 2015年6月29日               | 每週一至週五 09:00 - 11:00                |
| 龍華偶像台             | 臺灣     | 2015年6月29日               | 每週一至週五 15:00 - 17:00                |
| 龍華偶像台             | 臺灣     | 2015年12月27日              | 每週六至週日 11:00 - 12:55                |
| 龍華偶像台             | 臺灣     | 2016年1月2日                | 每週六至週日 03:00 - 04:55                |
| 三立綜合台             | 臺灣     | 2015年9月13日               | 每週日 22:00 - 24:00                      |
| 三立綜合台             | 臺灣     | 2015年9月19日               | 每週六 05:00 - 07:00                      |
| 三立綜合台             | 臺灣     | 2015年9月19日               | 每週六 15:00 - 17:00                      |
| 三立戲劇台             | 臺灣     | 2017年4月29日 （至8月19日） | 每週六 22:00 - 24:00                      |
| 三立戲劇台             | 臺灣     | 2017年4月30日 （至8月20日） | 每週日 06:00 - 08:00                      |
| 三立戲劇台             | 臺灣     | 2017年4月30日 （至8月20日） | 每週日 12:00 - 14:00                      |
| 三立國際台             | 臺灣     | 2019年6月9日 （至10月26日） | 每週日 05:00 - 07:00                      |
| 三立國際台             | 臺灣     | 2019年6月9日 （至10月26日） | 每周日 12:00-14:00                        |
| Astro雙星 Astro雙星HD  | 马来西亚 | 2015年6月21日               | 每週日至週四 20:00 - 21:00                |
| Astro雙星 Astro雙星HD  | 马来西亚 | 2015年6月22日               | 每週一至週五 02:00 - 03:00                |
| Astro雙星 Astro雙星HD  | 马来西亚 | 2015年6月22日               | 每週日至週四 12:00 - 13:00                |
| Astro雙星 Astro雙星HD  | 马来西亚 | 2015年6月27日               | 每週六 01:30 - 05:30 （一个星期完整重播） |
| Astro雙星 Astro雙星HD  | 马来西亚 | 2015年6月27日               | 每週六 19:00 - 23:00 （一个星期完整重播） |
| Astro AEC Astro AEC HD | 马来西亚 | 2015年10月27日              | 每週一至週五 16:00 - 17:00                |
| 星和都會台             | 新加坡   | 2015年7月4日                | 每週六 03:30 - 05:00                      |
| 星和都會台             | 新加坡   | 2015年7月4日                | 每週六 11:30 - 13:00                      |
| 華語劇台               | 香港     | 2016年3月6日                | 每週日 16:30 - 18:00                      |
| 華語劇台               | 香港     | 2016年3月6日                | 每週日 20:00 - 21:30                      |
| 華語劇台               | 香港     | 2016年3月6日                | 每週日 23:30 - 01:00                      |

## 演員列表

### 主要演員
| 演員   | 角色   | 介紹 | 登場集數            |
| 王傳一 | 方展丞 | 30歲，Big City巨城百貨集團總經理，謝霏霏的繼兄，謝前進的繼子，楊宜敏的兒子，梁洛涵的前未婚夫，陳禹希的丈夫，王玉真的養女婿。 在與未婚妻梁洛涵前往拍婚紗的途中，一場突發的車禍意外，讓他的人生頓時大反轉，與深愛的洛涵天人永別，自己也因此失明，幸福的人生顛峰瞬間掉落到谷底。因一場意外，開啟了他與相似洛涵的禹希兩人的緣份。在第2集時，因禹希的誤解，展丞怒而獨自走在驚險的車陣中，此時禹希的出現，一句「跟我走」，拯救神情驚慌的展丞。禹希哼著歌，熟悉又溫柔的聲音，讓展丞又陷入過去那段甜蜜又痛苦的回憶裡，兩年多以來，展丞一直無法真正走出失去洛涵的傷痛，兩人之間的緣分也產生了變化。從展丞跟禹希見面以來，一直就對禹希擺臭臉，突然想挽留禹希繼續當他的看護。在第3集時，禹希一句「別擔心，你不是一個人，我會用我的聲音代替你的眼睛」，深深打動展丞，順利協助展丞完成母親的心願。在第4集時，當禹希出現時，禹希和洛涵一模一樣的臉龐，讓宜敏和前進同時驚呼"洛涵"的名字，帶給展丞多大震撼並衝擊著他的內心深處。一聲"洛涵"讓方家這場生日宴更添驚奇，也讓展丞驚訝不已，在此之前禹希對展丞來說，只是一位有著和未婚妻相似聲音的看護，開始好奇禹希和洛涵是否有關係了，這份好奇心，讓展丞來到禹希家想解開這個謎。當禹希帶來的一盒手工餅乾，竟巧合的和項鍊有著相同的樣式、和洛涵的手工餅乾有著相同的口味，展丞和禹希來到了一間民宿。在第6集時，柏諺向記者揭穿展丞的失明，後來有了禹希的幫助而沒被揭發。在第7集時，和禹希兩人共同經歷了一場驚險的意外，展丞腦中洛涵驟逝的畫面不斷浮現，加上身邊為了保護自己而受傷的禹希，對於自己無法保護洛涵和禹希，深深感到自責和無能為力，也因此接受手術。在第10集時，意外救了禹希，讓禹希驚覺展丞的眼睛已經復明。在第12集時，向威廉坦白自己喜歡禹希，而無意間被禹希聽見。在第13集時，精心安排裝飾過的南瓜纜車，將載著禹希前往和展丞約定的浪漫秘密基地，深情款款的向禹希告白，禹希欣然的接受這份告白。在第14集時，展丞發現兩年前洛涵心臟器官移植到亞緹身上的事。在第15集時，展丞在電視訪談中在主持人的逼問下大方開口認了與秘書禹希之間的戀情。在第16集時，展丞和禹希一起約會吃飯時，展丞送了一塊愛情御守給禹希，希望能守護禹希的幸福。在第17集時，禹希怕繼續跟展丞在一起會讓亞緹更加心痛，而決定與展丞分手。在一次探視亞緹過程中，展丞竟然在她面前淚崩了，展丞到底該怎麼做，才可以讓禹希解開她腦中的那個結，兩人一起攜手邁向幸福的旅程。亞緹的一席話，展丞像是得到救贖般的淚崩，更確信自己對禹希的愛。在第18集時，始終不放棄的信念和堅定的態度，加上亞緹適時的助攻下，終於讓禹希從糾結中解放出來，勇敢的追求自己的幸福。在第19集時，展丞和柏諺發生了衝突，波及了Vanessa腹中的寶寶差一點不保，使得柏諺破壞了展丞車子的剎車系統，使得禹希和柏諺發生了車禍。在第20集時，展丞面對著昏迷的禹希，一反之前自責的想著過往那些"如果的事"，希望禹希盡快醒來。在禹希昏迷的過程中，眾人幫他們兩辦了場婚禮。禹希聽見了展丞的呼喚，聽見幸福，漸漸從昏迷中清醒過來，兩人就此往幸福邁進。 | 全劇                |
| 任容萱 | 陳禹希 | 27歲，Big City巨城百貨集團總經理秘書，方展丞的妻子，謝前進的繼媳婦，楊宜敏的媳婦，謝霏霏的繼嫂子，王玉真的養女，梁洛涵的雙胞胎妹妹、陳禹安的姐姐，王曉琳的閨蜜。 在第1集時，為弟弟陳禹安的醫藥費讓她和母親，積欠了醫院大筆的醫藥費，入不敷出，逼不得已做起乩身問事賺取紅包費用。因為閨蜜曉琳贈與的SPA券，意外的讓她與展丞有了小小的交集，也因這場意外，開啟了他們兩人的緣份。為了幫弟弟籌措醫藥費，禹希在高薪的誘惑下，接下了展丞24小時看護的工作，孰料當禹希來到展丞家中，才發現眼前這個雇主竟然就是跟自己有過過節的男人。在第2集時，突然的停電，怕黑的禹希驚嚇不已，但面對黑暗卻是展丞每天都在做的事情，伸手帶領著禹希一步一步適應黑暗，兩人之間的緣分也產生了變化。在第3集時，在威廉的安排下，禹希的工作除了是24小時看護外，還多了展丞特助這個職務，兩人在朝夕相處下，禹希有機會帶著展丞打開封閉的心房走出失去摯愛的陰影。展丞媽媽生日宴上，禹希一句「別擔心，你不是一個人，我會用我的聲音代替你的眼睛」，深深打動展丞，順利協助展丞完成母親的心願。在第4集時，當禹希出現時，禹希和洛涵一模一樣的臉龐，讓宜敏和前進同時驚呼"洛涵"的名字，帶給展丞多大震撼並衝擊著他的內心深處。一聲"洛涵"讓方家這場生日宴更添驚奇，也讓展丞驚訝不已，禹希現在多了臉龐，開始好奇自己和洛涵是否有關係了。一則流星雨的新聞，讓禹希意外發現柏諺的謊言，展丞感受到禹希的期待和失落，帶著她登上遊艇出海。無怨無悔的對待男友柏諺，總是設身處地的替柏諺著想，卻始終得不到他同等的回應，禹希的失落感，連展丞都察覺到她的不開心。在第7集時，禹希對於柏諺為什麼要揭發展丞失明而帶著滿肚子疑問來到柏諺家，兩人似乎很難繼續走下去。在第8集時，瞞她的柏諺轉變之大，讓禹希難以接受。在第10集時，展丞意外救了禹希，讓禹希驚覺展丞的眼睛已經復明，兩人互道感謝對方這段日子以來的陪伴和鼓勵，但禹希卻紅著眼，內心充滿著不捨。在第10、11集時，柏諺的突然車禍住院，禹希卻意外發現柏諺家中有條女用的絲巾，失望不已的禹希選擇與柏諺分手。在第12集時，面對霏霏的坦然，讓禹希頓時陷入思考無法言語。意外聽到展丞的告白，禹希不知如何接招由展丞投過來的愛情直球。在第13集時，展丞精心安排裝飾過的南瓜纜車，將載著禹希前往和展丞約定的浪漫秘密基地，深情款款的向禹希告白，禹希欣然的接受這份告白。在第14集時，發現梁洛涵的生日居然跟自己的生日居然是同一天，接受可能彼此是雙胞胎姐妹的這個事實，也來到姐姐的墓前祭拜。在第15集時，展丞告訴禹希說洛涵的心臟器官很可能就是移植到亞緹身上，所以要多多幫助亞緹。而展丞在電視訪談中在主持人逼問下大方認了與禹希之間的戀情。在第16集時，展丞和禹希一起約會吃飯時，展丞送給禹希一塊愛情御守，希望能守護禹希的幸福。在第17集時，眼看亞緹的身體愈來愈虛弱，連帶也影響著禹希的心情。怕繼續跟展丞在一起會讓亞緹更加心痛，而決定與展丞分手。在第18集時，靠著展丞始終不放棄的信念和堅定的態度，加上亞緹適時的助攻下，終於讓禹希從糾結中解放出來，勇敢的追求自己的幸福。在第19集時，柏諺因為Vanessa腹中寶寶差點不保的關係，想讓展丞受到教訓，而在車子動了手腳，反而使禹希和他發生了車禍，禹希因此陷入昏迷不醒。在第20集時，在昏迷的過程中，眾人幫她與展丞辦了場婚禮。聽見了展丞的呼喚，聽見幸福，漸漸從昏迷中清醒過來，兩人就此往幸福邁進。 | 全劇                |
| 任容萱 | 梁洛涵 | 27歲，外科醫生，方展丞的前未婚妻，陳禹希的雙胞胎姐姐。 求學時和展丞志趣相投，進而從同學、好友，逐漸發展成為男女朋友的關係，而一向給人深沉少言的展丞，也只有在她面前可以完全放開心懷。在與未婚夫方展丞前往拍婚紗的途中，一場突發的車禍意外，讓她的人生頓時大反轉，與深愛的展丞天人永別，幸福的人生顛峰瞬間掉落到谷底。由於洛涵生前有簽署器官捐贈，使得許多人在她死後，得到她的器官捐贈而獲救，而亞緹就是接受她的心臟器官的人。 | 1-2                 |
| 雷瑟琳 | 徐亞緹 | 27歲，宜蘭某民宿的員工，陳禹希的好姐妹。 在第5集時，看著遠處展丞的背影，一種似曾相識的感覺油然而生，這是因為細胞記憶的關係。而亞緹的心型手工餅乾和洛涵有著許多的巧合，不由得讓展丞心底頻頻產生疑問。不知道為什麼，看見展丞和禹希的車緩緩駛離，亞緹突然感覺到一股莫大的失落感，和展丞的互動中，似乎隱隱有些什麼特別的感受。在第9集時，對於展丞一直存在一種莫名的熟悉感，看到因故拍雜誌照的禹希，穿著和洛涵相同的婚紗，亞緹竟然有種說不出口的悸動，這份熟悉感會引領著她,如同雪絨花的花語一般為愛犧牲一切、勇往直前，去追尋一個對她來說只是個幻想也是一個永遠都無法實現的夢。在第10集時，展丞和亞緹聊到洛涵，從洛涵生前致力於器官捐贈，聊到他們倆要永遠在一起的約定，亞緹聽到紅了眼。當展丞說到洛涵是兩年前離開時，竟會讓亞緹呼吸微促，同時展丞竟出現一陣熟悉感的感應，洛涵跟亞緹及展丞之間似乎有著什麼關聯，原來亞緹是接受梁洛涵心臟器官的接受者。和禹希因為隱形的心跳聲，逐步的拉近兩人，姐妹情愈來愈深厚。在第15集時，因為細胞記憶的關係，使得亞緹因為展丞在電視訪問上開口認了與秘書禹希之間的戀情，導致心臟病發，送進醫院。在第16集時，自行出院跟爸爸回家，但不久後又暈倒送進醫院。在第17集時，醫師說亞緹必須再接受一次心臟移植。在一次展丞來看望時，說「離開的人留下來的感情，是用來懷念的，而不是用來牽絆的，時間在走，人也是，不要害怕跟過去道別，說再見，是為了迎接下一次更美好的擁有。」只有展丞你幸福了，洛涵才會微笑。在第18集時，亞緹知道了禹希要和展丞分手的真正原因，是因為自己。所以，她向醫院請假回民宿，要禹希和展丞幫她做雪絨花的餅乾，在她的幫助下，展丞和禹希和好如初。在第19集時，為了要慶祝展丞的生日，禹希要亞緹幫忙讓展丞照顧她，而她好回去做蛋糕給展丞一個驚喜，於是跟展丞借了車。 | 5,8-10,13-20        |
| 邵 翔  | 李柏諺 | 30歲，高登百貨集團的總經理特助，陳禹希的前男友。 在第3集時，跟著Vanessa來到了巨城百貨，並直闖展丞的辦公室，此舉讓威廉頗為難，但展丞卻意外的請兩位進入。在第4集時，一則流星雨的新聞，讓禹希意外發現柏諺的謊言。對展丞需要24小時看護一直存疑著，在知道禹希是展丞的看護之後，他利用禹希當棋子，想解開這個疑惑，揭穿展丞失明的事實。在第6集時，來到巨城百貨，已經有一堆記者守候著，為了事業，他向記者揭穿展丞的失明，後來展丞有了禹希的幫助而沒被揭發。在第8集時，禹希發現柏諺一直欺騙、利用禹希，讓禹希難以接受。在第10集時，高登和巨城兩間公司最大的競爭標案D12投標在即，柏諺和威廉都投入最大的心力，在這場關係著兩大集團未來榮景的標案。在第10、11集時，突然車禍住院，禹希卻意外發現柏諺家中有條女用的絲巾，失望不已的禹希選擇與柏諺分手。在第11集時，D12標案開標會場，不論是代表巨城的威廉還是代表高登的柏諺，都顯然信心滿滿，但隨著各家的標價公開，柏諺的神情卻愈是篤定，也順利的得標。在第13集時，由於在操作收購水晶百貨股票時失手，使得董事長對他不滿，於是將他開除。同時，也發現Vanessa懷孕。在第15集時，始終不認已經失去禹希的愛，卻在心心念念的事業上又陷入困境，這時的他不忘關心Vanessa和肚子內的小孩。在第16集時，對於禹希的感情，似乎一點也沒有要放棄的念頭，另外也不曾間斷的關心Vanessa，在她面前毫不掩飾自己對事業的企圖心，甚至是要重回高登，但這樣的他卻選擇在街頭擺攤。在第16集時，不只一次的出現在亞緹病房內外。在第17集時，柏諺趁著Vanessa為了生病的高董和高登董事會不安定之時，終於讓他在事業上有了一些斬獲，利用一些手段，得到水晶百貨暫代總經理職位。此時，他認為自己終於有能力可以保護、照顧禹希，給她當初約定好的生活，想要禹希回到他身邊的想法一直都沒有改變，但他卻忽視了，有些東西一旦失去就永遠回不來了，他要的幸福，顯然已經和禹希已經駛往不同的方向。在第18集時，在水晶百貨的董事會上，柏諺提出了走向高價商品的發展策略，原本構想很好，可以讓公司短期獲利，但他那急功近利、好大喜功的個性，使得他沒想到週邊消費者族群變化的可能，讓他在會議上被展丞回嗆的無法回嘴。會議後，在停車場開車撞展丞，想嚇嚇他，而展丞的確被嚇到，包括他剛提的經營策略。之後，他向Vanessa坦誠他跟展丞之間，除了事業上的競爭外，還有前女友陳禹希，並也坦誠當初要她拿掉孩子的本意。但Vanessa確勸他感情是不能勉強的，她現在只想好好的把孩子生下。在第19集時，因為他和展丞之間的衝突，波及了Vanessa，使得她腹中的寶寶差點不保，目前必須臥床休息養胎。再加上，水晶百貨總經理職位被董事長辭掉，使得他心生歹念，破壞了展丞車的剎車系統。本想讓展丞受到教訓，而在車子動了手腳，反而使禹希和他發生了車禍，使他未等到Vanessa的小孩出生，也未給Vanessa幸福就因此過世。在第20集時，他在死前的錄音留給了禹希與Vanessa，說他對不起禹希，最後似乎喜歡上Vanessa了。 | 2-13,15-19,20(聲音) |
| 威 廉  | 沈威廉 | 30歲，Big City巨城百貨集團執行董事，水晶百貨總經理，方展丞的好友，王曉琳的男友。 在第10集時，高登和巨城兩間公司最大的競爭標案D12投標在即，柏諺和威廉都投入最大的心力，在這場關係著兩大集團未來榮景的標案。在第11集時，D12標案開標會場，不論是代表巨城的威廉還是代表高登的柏諺，都顯然信心滿滿，結果公布後卻是高登得標。 | 1-14,17-20          |

### 其他演員
| 演員   | 角色    | 介紹 | 登場集數          |
| 苗可麗 | 王玉真  | 50歲，陳禹希、陳禹安的養母，方展丞的養岳母。 借九天玄女之名問事賺錢，個性樂觀且堅強，相信天無絕人之路，遇到困難阻礙，從不輕易抱怨。年輕時發生了一場大病而無法生育，所以去育幼院領養了禹希、禹安。雖總將姊弟倆視如己出，但仍十分擔心他們會毫無預警的離開自己。早年喪夫，加上兒子不幸罹患重病，只好在女兒協助下當起神棍來籌措醫藥費，母女倆默契非常，合作無間。 | 1-7,10-20         |
| 李佳豫 | 王曉琳  | 28歲，醫院護士，陳禹希護專的同學兼閨密，沈威廉的女友。 個性活潑開朗，完全樂天派，想法總是非常正面，很擅長鼓勵別人。經常和禹希膩在一起的她，是最瞭解禹希的知己。 | 1,3,6,10-13,18-20 |
| 徐浩軒 | 陳禹安  | 25歲，陳禹希的弟弟，王玉真的養子，謝霏霏的男友，教堂義工。 個性早熟自主、體貼懂事，有些倔強。因為長年生病的關係，對於人生有些悲觀，一直認為是自己拖累了母親和姐姐，但為了不讓家人擔心，而努力表現出積極樂觀的一面。在第2集時，出院後便積極投入神父工作，幫助需要幫助的人，並因此而認識了謝霏霏。在第10集時，霏霏對他的喜歡，禹安卻沒有察覺到霏霏的心意。在第14集時，一句無法回應霏霏的愛，讓霏霏難以釋懷和不解。在第17集時，想起禹希和霏霏口中，玉真媽媽的期盼和希望，一直以來都忽略這部份的他，因為心疼玉真一直以來為了他和這個家的付出，決定要離開神職。在第18集時，不僅玉真和禹希感到開心，霏霏更是難掩興奮，因為長久困擾霏霏和禹安的神職身份問題解決了，她可以勇敢追求自己的幸福了。在第19集時，即將出國的霏霏正在對飛天谷、對禹安道別，禹安跟著霏霏的腳步來到纜車站，希望霏霏留下來，向霏霏告白兩人就此交往。 | 1-3,6-8,10,12-20  |
| 陳語安 | 謝霏霏  | 22歲，謝前進的女兒，楊宜敏的繼女，方展丞的繼妹，陳禹希的繼小姑。謝前進和前妻的女兒，陳禹安的女友。 和展丞是一起長大的青梅竹馬，自小備受哥哥疼愛。愛慕著哥哥的霏霏，心裡很清楚禹希對哥哥來說是特別的且無可取代的，認輸的把展丞交給禹希。在第10集時，對於禹安的喜歡，總是表現的大方又直接，只是單純的禹安一直都沒能真正瞭解她的心意。在第14集時，禹安一句無法回應她的愛，讓霏霏難以釋懷和不解，人這麼好，怎麼可能不喜歡他。在第18集時，因為長久困擾霏霏和禹安的神職身份問題解決了，她可以勇敢追求自己的幸福了。在第19集時，即將出國的霏霏正在對飛天谷、對禹安道別，禹安跟著霏霏的腳步來到纜車站，希望霏霏留下來，對禹安的挽留感到高興，就因此繼續留下來。接受禹安的告白兩人就此交往。 | 2-3,6-8,10-20     |
| 茵 芙  | Vanessa | 26歲，高登百貨總經理暨第四代繼承人，李柏諺的上司。 在第3集時，柏諺跟著她來到了巨城百貨，並直闖展丞的辦公室，此舉讓威廉頗為難，但展丞卻意外的請兩位進入。在第8集時，在酒醉的情況下，與柏諺發生了親密接觸，而在第12集時，發現自己懷了柏諺的小孩。在第13集時，柏諺知道她懷了他的孩子，要她把孩子拿掉，但她堅持要把孩子生下來。在第18集時，柏諺向她坦誠當初要她把孩子拿掉的原因，是因為他還愛著前女友陳禹希。而她確反過來勸他，感情是不能勉強的。在第19集時，柏諺陪她前去產檢時，發現柏諺也喜歡小孩，於是允許他已後可以參與寶寶的未來，並把產檢的超音波相片給柏諺留做紀念。在醫院裡，因為威廉展丞和柏諺起衝突，不小心使Vanessa腹中的寶寶胎兒差點不保，目前必須臥床休息。面對柏諺的過世傷心不已，也透露出對柏諺的愛。在第20集時，柏諺的臨死的錄音留言給了禹希和她，說他對不起禹希，也好像有一點點喜歡上她了。           | 3-13,15-20        |

### 客串演出
| 演員            | 角色       | 介紹 | 登場集數       |
| 畢書盡          | 古龍       | 古董事長的兒子，水晶百貨接班人。與展丞為了股權的交易，而進行賽車比賽。 | 1              |
| 梁凱莉          | 記者       | 採訪巨城百貨巡櫃活動的記者 | 1              |
| 應蔚民          | 黑道老大   | 王玉真的客人 | 1              |
| 夾子電動大樂隊  | 黑道小弟   | 王玉真的客人 | 1              |
| 傅雷            | 古正邦     | 水晶百貨董事長。因兒子輸掉了百分之十的股份，只有心有不甘的將股權轉賣給展丞。在第12、13集時，把自己手上水晶百貨百分之四十五的股權轉賣給高登百貨後，再投資巨城旗艦店。                | 1              |
| 傅雷            | 古正邦     | 水晶百貨董事長。因兒子輸掉了百分之十的股份，只有心有不甘的將股權轉賣給展丞。在第12、13集時，把自己手上水晶百貨百分之四十五的股權轉賣給高登百貨後，再投資巨城旗艦店。                | 1,12-13        |
| 杜苡瑄          | Cindy      | 巨城百貨的專櫃小姐 | 1,11           |
| 陳俊安          | 陳記者     | 採訪巨城百貨的記者，屢次故意測試展丞是否失明。 | 1,6            |
| 胡佩蓮          | 楊宜敏     | 55歲，方展丞的母親，謝霏霏的繼母，陳禹希的婆婆，謝前進的再婚妻子。 個性單純有些迷糊，常常忘東忘西，做事大剌剌的不太愛跟人計較，也不擅長跟人吵架，是個就算生氣也氣不過三分鐘的女人。 | 3,5,8,11,15,20 |
| 董至成          | 謝前進     | 58歲，謝霏霏的父親，方展丞的繼父，陳禹希的繼公公，楊宜敏的再婚丈夫。 仁愛里里長，為人古道樂腸，有點雞婆愛管閑事，標準的里長伯個性。                                                 | 3,5,11,15,20   |
| 林秀君          | 高 董      | Vanessa的母親，高登百貨董事長。 在第19集時，打了柏諺一個耳光，說他配不上她的女兒，並辭去他水晶百貨總經理的職位。                                                                    | 3,9,12-13,19   |
| 沈海蓉          | 娟 姊      | 宜蘭某民宿老闆娘。 | 4-5,9-10,15-19 |
| 邱俊儒          | 攝影師     | 希望陳禹希擔任臨時雜誌模特兒 | 9              |
| 劉爾金          | 徐父       | 徐亞緹的父親，計程車司機。 | 10,14,16       |
| 許孟甯          | 服務生     | 餐廳服務生 | 15             |
| 任家萱 (Selina) | 主持人     | 採訪展丞的主持人 | 15             |
| 樂樂媃媃        | 雙胞胎病童 | 徐亞緹、陳禹希在醫院遇到的雙胞胎病童 | 17             |

## 電視劇歌曲
| 曲別   | 歌名                            | 演唱者        | 作詞         | 作曲         |
| 片頭曲 | 我还想念你                      | 畢書盡        | 天才         | 畢書盡、天才 |
| 片尾曲 | 空                              | 汪小敏        | 吳向飛       | 王陞         |
| 插曲   | 爱不爱都寂寞                    | 任容萱        | 黃婷         | 朱敬然       |
| 插曲   | 没有找到你                      | 劉思涵        | 劉思涵       | 劉思涵       |
| 插曲   | 你在ㄍㄧㄥ什麼?                 | 畢書盡        | 天才、畢書盡 | 天才、畢書盡 |
| 插曲   | 我愛你不會改變                  | 畢書盡        | 何俊明       | 何俊明       |
| 插曲   | 我們在愛中漫步                  | 畢書盡        | 陳彥允       | 陳彥允       |
| 插曲   | Break Me Down                   | 畢書盡        | 林志鴻       | 林志鴻       |
| 插曲   | 古耐                            | 黄雅莉        | 王瑜         | 周禅佑       |
| 插曲   | 聽見幸福 （爱不爱都寂寞合唱版） | 任容萱 柯有倫 | 黃婷         | 朱敬然       |

## 收視率

### 台視週日首播收視率
| 播出日期      | 集數       | 標題                             | 平均收視 | 排名 | 幕後花絮《聽見幸福週記》平均收視 | 備註                                                |
| ------------- | ---------- | -------------------------------- | -------- | ---- | -------------------------------- | --------------------------------------------------- |
| 2015年1月11日 | 1          | 可以遇見妳，真是我人生最大的好運 | 1.35     | 1    | 0.83                             | 每週日晚上10點播出                                  |
| 2015年1月18日 | 2          | 我還想念妳                       | 1.37     | 1    | -                                |                                                     |
| 2015年1月25日 | 3          | 我們在愛中漫步                   | 1.63     | 1    | -                                |                                                     |
| 2015年2月1日  | 4          | 流星的誓言                       | 1.75     | 1    | 1.20                             |                                                     |
| 2015年2月8日  | 5          | 幸福集點                         | 1.59     | 1    | -                                | 因轉播第十屆KKBOX數位音樂風雲榜，順延至10點30分播出 |
| 2015年2月15日 | 6          | 雪的約定                         | 1.86     | 1    | 1.22                             |                                                     |
| 2015年2月22日 | 7          | 飛天谷的仙度瑞拉                 | 1.88     | 1    | 1.29                             | 過年(初四)照常播出                                  |
| 2015年3月1日  | 8          | 雪絨花                           | 1.83     | 1    | -                                |                                                     |
| 2015年3月8日  | 9          | 似曾相識                         | 1.88     | 1    | -                                |                                                     |
| 2015年3月15日 | 10         | 謝謝你                           | 1.88     | 1    | -                                |                                                     |
| 2015年3月22日 | 11         | 心動                             | 2.13     | 1    | 1.46                             |                                                     |
| 2015年3月29日 | 12         | 下一站幸福                       | 2.03     | 1    | 1.21                             |                                                     |
| 2015年4月5日  | 13         | 愛情直球                         | 2.28     | 1    | 1.23                             |                                                     |
| 2015年4月12日 | 14         | 幸福ing                          | 2.07     | 1    | 1.26                             |                                                     |
| 2015年4月19日 | 15         | 姊妹                             | 1.97     | 1    | 1.36                             |                                                     |
| 2015年4月26日 | 16         | 愛情御守                         | 1.78     | 1    | -                                |                                                     |
| 2015年5月3日  | 17         | 我愛你不會改變                   | 1.81     | 1    | -                                |                                                     |
| 2015年5月10日 | 18         | 勇敢追求幸福                     | 1.93     | 1    | -                                |                                                     |
| 2015年5月17日 | 19         | 愛不愛都寂寞                     | 2.22     | 1    | 1.49                             |                                                     |
| 2015年5月24日 | 20         | 聽見幸福                         | 2.44     | 1    | 1.54                             | 感動最終回                                          |
| 平均收視率    | 平均收視率 | 平均收視率                       | 1.88     | 1    | 1.33                             | -                                                   |

- 同時段節目：中視《鋼鐵之心》／《超級大英雄》、民視《咖啡王子1號店》／《星座愛情牡羊女》／《星座愛情獅子女》
- 由AGB尼尔森調查，調查範圍是四歲以上收看電視之觀眾。

## 製作團隊
- 編劇統籌：方孝仁、陳碧真、陳潔瑩、林珮瑜
- 編劇：陳潔瑩、諸英、羅茜妮、林珮瑜、鄭英敏、鄭涵文、李盈緣
- 導演：陳戎暉
- 企劃：游芳瑄
- 監製：潘逸群、陳碧真
- 製作人：方孝仁、戎俊義
- 助理監製：朱升惠
- 專案製作人：陳慕函、羅雅安
- 宣傳：宋美玲、陳靖波
- 製作公司：金牌風華影像製作公司

## 標語
- 「可以遇見你，真是我人生最大的好運……」（首映片花）
- 我們當初所選的每一條道路，都在產生我們無法想像的結果，就像生命裡的蝴蝶效應一樣。 ─ ─ 佛洛斯特（預告）

## 場景拍攝

### 新竹市
- Big City遠東巨城購物中心

### 宜蘭縣
- 冬山河畔建築師林晉德的家
- 宜蘭呆宅民宿
- 宜蘭歐拉民宿

### 新北市
- 烏來雲仙樂園
- 板橋蘿亞手工婚紗
- 金瓜石某間咖啡館

### 桃園市
- 台茂購物中心
- 海華大帝社區

## 獲獎與提名

### 電視金鐘獎
| 年份 | 獲提名 | 獎項             | 結果 |
| ---- | ------ | ---------------- | ---- |
| 2015 | 苗可麗 | 戲劇節目女配角獎 | 提名 |

### 2015華劇大賞
| 獎項                   | 提名者                 | 結果 |
| 觀眾票選最受歡迎戲劇獎 | 《聽見幸福》           | 提名 |
| 最佳男演員獎           | 王傳一                 | 提名 |
| 最佳女演員獎           | 任容萱                 | 提名 |
| 最佳接吻獎             | 王傳一、任容萱         | 提名 |
| 最佳綠葉獎             | 威廉                   | 提名 |
| 最佳實力派演員         | 苗可麗                 | 提名 |
| 最佳催淚獎             | 苗可麗、任容萱、徐浩軒 | 提名 |
| 最佳螢幕情侶獎         | 王傳一、任容萱         | 提名 |
| 最佳華流明星獎         | 王傳一                 | 獲獎 |

## 外部連結
- 官方网站－台視
- 官方网站－三立
- 聽見幸福的Facebook專頁
- 幸せが聴こえる[永久]
- （页面存档备份，存于） 【壹週刊】冬山河畔 建築師打造漂浮宅
- 聽見幸福-YouTube

## 作品的變遷
| 臺灣 台視主頻 每週日 22:00 - 23:30             | 臺灣 台視主頻 每週日 22:00 - 23:30              | 臺灣 台視主頻 每週日 22:00 - 23:30 |
| ---------------------------------------------- | ----------------------------------------------- | ---------------------------------- |
|                                                | 聽見幸福 （2015年1月11日－2015年5月24日）       |                                    |
| 再說一次我願意 （2014年8月24日－2015年1月4日） | 他看她的第2眼 （2015年5月31日－2015年10月11日） |                                    |

| 臺灣 三立都會台 每週六 22:00 - 23:30                      | 臺灣 三立都會台 每週六 22:00 - 23:30             | 臺灣 三立都會台 每週六 22:00 - 23:30             |
| --------------------------------------------------------- | ------------------------------------------------ | ------------------------------------------------ |
|                                                           | 聽見幸福 （2015年1月17日－2015年5月30日）        |                                                  |
| 再說一次我願意 （2014年8月30日－2015年1月10日）           | 他看她的第2眼 （2015年6月6日－2015年10月17日）   |                                                  |
| 每週五 22:00 - 24:00                                      |                                                  |                                                  |
| 螺絲小姐要出嫁（重播） （2016年11月11日－2016年12月30日） | 聽見幸福（重播） （2017年1月6日－2017年2月24日） | 極品絕配 （2017年3月3日－2017年7月28日）         |
| 每週六至週日 19:00 - 20:00                                |                                                  |                                                  |
| 聽見幸福（重播） （2017年1月7日－2017年2月26日）          | 聽見幸福（重播） （2017年3月4日－2017年5月6日）  | 型男大主廚（重播）                               |
| 臺灣 三立綜合台 每週日 22:00 - 24:00                      |                                                  |                                                  |
| 再說一次我願意 （2015年5月24日－2015年9月13日）           | 聽見幸福 （2015年9月13日－2016年1月3日）         | 莫非，這就是愛情 （2016年1月3日－2016年4月17日） |
| 臺灣 三立戲劇台 每週六 22:00 - 24:00                      |                                                  |                                                  |
| 飛魚高校生 （2017年1月8日－2017年4月23日）                | 聽見幸福 （2017年4月29日－2017年8月19日）        | 極品絕配 （2017年8月19日－2017年12月23日）       |

| 马来西亚 Astro双星、Astro双星HD 每週日至週四 16:00 - 17:00  | 马来西亚 Astro双星、Astro双星HD 每週日至週四 16:00 - 17:00 | 马来西亚 Astro双星、Astro双星HD 每週日至週四 16:00 - 17:00 |
| ----------------------------------------------------------- | ---------------------------------------------------------- | ---------------------------------------------------------- |
|                                                             | 聽見幸福 （2015年6月21日－2015年8月4日）                   |                                                            |
| 22K夢想高飛 （2015年4月30日－2015年6月18日）                | 16個夏天 （2015年8月5日－2015年9月9日）                    |                                                            |
| 马来西亚 Astro AEC、Astro AEC HD 每週一至週五 16:00 - 17:00 |                                                            |                                                            |
| 22K夢想高飛 （2015年9月7日－2015年10月26日）                | 聽見幸福 （2015年10月27日－2015年12月11日）                | 莫非，這就是愛情 （2015年12月14日－2016年1月11日）         |

| 新加坡 星和都會台 每週五 22:00 - 23:30   | 新加坡 星和都會台 每週五 22:00 - 23:30             | 新加坡 星和都會台 每週五 22:00 - 23:30 |
| ---------------------------------------- | -------------------------------------------------- | -------------------------------------- |
|                                          | 聽見幸福 （2015年7月3日－2015年11月13日）          |                                        |
| 鋼鐵之心 （2015年4月3日－2015年6月26日） | 我是歌手 (第四季) （2016年1月15日－2016年4月15日） |                                        |

| 香港 無綫網絡電視華語劇台 每週日 13:00 - 14:30、16:30 - 18:00、20:00 - 21:30及23:30 - 01:00 · 6月26日 13:00 - 13:45、16:30 - 17:15、20:00 - 20:45及23:30 - 00:15 | 香港 無綫網絡電視華語劇台 每週日 13:00 - 14:30、16:30 - 18:00、20:00 - 21:30及23:30 - 01:00 · 6月26日 13:00 - 13:45、16:30 - 17:15、20:00 - 20:45及23:30 - 00:15 | 香港 無綫網絡電視華語劇台 每週日 13:00 - 14:30、16:30 - 18:00、20:00 - 21:30及23:30 - 01:00 · 6月26日 13:00 - 13:45、16:30 - 17:15、20:00 - 20:45及23:30 - 00:15 |
| --- | --- | --- |
| | 聽見幸福 （2016年3月6日－2016年6月26日） | |
| 終極惡女 （2015年12月6日－2016年2月28日） | 他看她的第2眼 （2016年6月26日－2016年10月16日） | |

| 三立國際台 每周六晚上22:00~24:00         | 三立國際台 每周六晚上22:00~24:00               | 三立國際台 每周六晚上22:00~24:00 |
| ---------------------------------------- | ---------------------------------------------- | -------------------------------- |
|                                          | 聽見幸福 （2019年6月8日-2019年10月26日）       |                                  |
| 真愛黑白配 （2019年2月9日-2019年6月1日） | 他看她的第2眼 （2019年10月26日-2020年2月15日） |                                  |